# Naumburger Gruppe

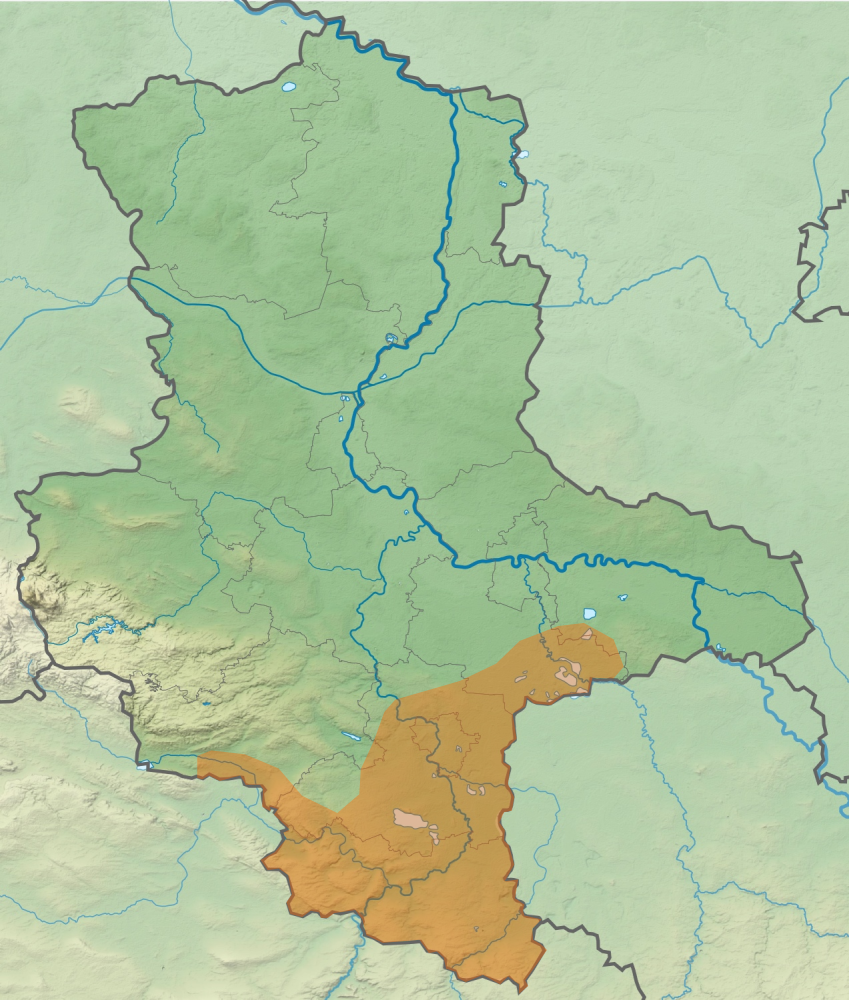
Verbreitungsgebiet der Naumburger Gruppe in Sachsen-Anhalt

Die Naumburger Gruppe (so benannt nach einem Gräberfeld in Naumburg) ist eine archäologische Kultur, die von etwa 300 v. Chr. bis etwa 60 v. Chr. (Vorrömische Eisenzeit) datiert wird. Die vorhergehende Kultur war die früheisenzeitliche Thüringische Kultur von 750 v. Chr. bis 300 v. Chr., deren Gräberfelder die Naumburger Gruppe weiterhin nutzte.

## Verbreitung
Die Naumburger Gruppe war vom Thüringer Becken bis zum mittleren Saalegebiet verbreitet. Benachbart war im Norden vorwiegend die Jastorf-Kultur sowie vereinzelt die Przeworsk-Kultur und ab 150 v. Chr. vereinzelt auch die Wahlitzer Gruppe.
Im Unterschied zur Thüringischen Kultur zeichnet sich bei den Trägern der Naumburger Gruppe eine Einheitlichkeit der Gebrauchsgüter ab. Etwa bei den innovativ auf der Töpferscheibe geformten Gefäßen, die an keltische Vorbilder, so die Terrinen, angelehnt sind. Ebenso orientierte sich die Schmuckherstellung aus Buntmetall an Vorbildern der südlich benachbarten Kelten.
Auf den Gräberfeldern dieser Gruppe gibt es ebenso Gräber der Jastorf-Kultur, wohl Zugezogene, die mit der hiesigen Bevölkerung lebten, ohne die eigenen nördlichen Wurzeln aufzugeben. Seit etwa 85 v. Chr. nimmt die Anlage von Gräbern ab. Die Forschung nimmt an, dass dies aus einer Abwanderung der Träger der Naumburger Gruppe nach Südostbayern resultiert.
Die Region nördlich des Thüringer Waldes und Erzgebirges – das Siedlungsgebiet der Naumburger Gruppe – war noch im 2. Jahrhundert n. Chr. Ptolemaios  als „Heim der Teurier“ – Teuriochaimai – bekannt. Damit lässt sich, so die Archäologen vom Landesamt für Denkmalpflege und Archäologie Sachsen-Anhalt, erstmals eine hiesige archäologische Kultur mit einem antiken Stammesnamen verbinden.

## Bestattung
Die Brandbestattung gleicht der der Thüringischen Kultur. Im Unterschied zu jener Kultur wurden scheibengedrehte Terrinen sowie später flaschenförmige Gefäße als Urne verwendet.